# Sapajus xanthosternos
Capucin à poitrine jaune
Espèce
Statut de conservation UICN

 CR A2cd : 
En danger critique
Statut CITES
Le Capucin à poitrine jaune (Sapajus xanthosternos), parfois aussi appelé Sapajou à poitrine jaune, est une espèce de primate de la famille des Cebidae. Endémique de la forêt brésilienne, elle est actuellement classée parmi les 25 espèces de primates les plus menacées. Quelques centaines d'individus seulement survivraient encore dans la nature.
À l'origine de cette raréfaction, il y a la destruction de son habitat, qui a débuté au XVIe siècle avec l'arrivée des européens au Brésil. Aujourd'hui, la déforestation en constante augmentation de ses derniers refuges dans le sud de l'État de Bahia, entraîne la fragmentation de cet habitat, et conduit à l'isolement des populations de capucins, les rendant encore plus vulnérables aux activités de chasse.
Au début des années 1980, un élevage en mesure de conservation a été mis en place au Centre de Primatologie de Rio de Janeiro à partir d'animaux saisis dans les villages. Puis le programme d'élevage a été étendu à l’Europe à partir de 1990 à l’initiative du parc zoologique et botanique de Mulhouse. Ce programme a été intégré dans les EEP en 2000.

## Dénominations
Aussi appelé Sapajou à poitrine jaune, capucin à tête chamois. Yellow-breasted tufted capuchin, golden-bellied tufted capuchin, buff-headed tufted capuchin. Macaco-prego-do-peito-amarelo ou macaco bando (Brésil).

## Caractéristiques
Léger dimorphisme sexuel (taille). Crête sagittale du mâle adulte bien développée. Pelage court et soyeux. Épaules jaune orangé. Dos et croupe marron roussâtre. Flancs marron foncé. Raie dorsale nette, continue et contrastante. Ventre et gorge jaune orangé. Thorax jaune orangé clair. Surface latérale des bras bicolore, jaune en haut puis marron noirâtre en bas. Surface médiale des bras et des jambes jaune orangé. Surface latérale des jambes marron roussâtre. Queue marron roussâtre dessus et dessous, avec un pinceau marron noirâtre peu contrastant. Nuque marron noirâtre. Couronne marron noirâtre, avec de très petites touffes auriculaires rabattues vers l’arrière (si bien qu’il semble ne pas en posséder). Tête complètement entourée d’un anneau de poils clairs. Favoris noirs. Tract préauriculaire noir mais non relié à la couronne (particularité de cette espèce). Barbe courte. Face noire à rose.
Peu de variations individuelles, essentiellement au niveau du dessin facial et de la raie dorsale. La couronne peut être marron jaunâtre antérieurement et marron sombre postérieurement.
Bien qu'appartenant au genre Sapajus (groupe des capucins " à touffe "), il a longtemps été considéré comme une exception pour son absence apparente de touffes. En réalité, il présente bien deux petites touffes dirigées vers l'arrière, visibles lors d'un examen minutieux.
Corps de 41 à 42 cm (M) et de 36 à 39 cm (F). Queue de 38 à 45 cm.

## Écologie et comportement

### Locomotion
Quadrupède. Queue préhensile. Vif et agile, sa détente exceptionnelle lui permet d’effectuer un saut tendu de dix mètres quasiment à l’horizontale d’un arbre à un autre.

### Comportements basiques
Diurne. Arboricole.

### Alimentation
Généraliste opportuniste. Quasi-omnivore à tendance frugivore. Il mange ce qui lui tombe sous la main. Il convoite les nids des tyranneaux jaune olive pour y chaparder les œufs. Hélas pour lui, ces nids sont souvent construits tout près d’un essaim d’abeilles, ce qui rend sa tâche difficile.

### Reproduction
Un cas de naissance gémellaire reporté (par Pissinatti).

## Classification
Naguère assimilé à Cebus (S.) nigritus.
S’hybride ou s’intergrade avec le sapajou à crête (C. (S.) robustus) sur la rive nord du Rio Jequitinhonha dans l’extrême nord-est du Minas Gerais.

## Habitat et répartition
Forêt tropicale de la Mata Atlântica. Façade est du Brésil. Au sud-est de l’État du Bahia et à l’extrême nord-est du Minas Gerais (Mata Escura), au nord jusqu’au Rio Paraguaçu et au sud jusqu’au Rio Jequitinhonha. À l’ouest, sa distribution s’étend jusqu’à la zone de transition entre la Mata Atlântica côtière et la caatinga (villes de Firmino Alves, Dário Meira, Três Bracos). Il est théoriquement remplacé au sud par le sapajou à crête (C. (S.) robustus) et à l’ouest par le sapajou à barbe (C. (S.) libidinosus.
Sa densité serait de 10,9 /km2 (RB d’Una).

## Statut de conservation et menaces
R. de Mata Escura (Minas Gerais). PE de la Serra do Condurú, RB d’Una (70 km2, ~185), SE de Lemos Maia (4 km2, SE de Canavieiras (6 km2) et R. privée de Capitão (Bahia). Dans le sud du Bahia, le complexe forestier d’Ituberá, l’une des dernières zones viables pour la faune sauvage, n’abrite plus que de rares spécimens menacés par la construction de petits barrages hydroélectriques le long du Rio Juliana. Un projet d’élevage en captivité a été initié au Centre de primatologie de Rio de Janeiro dirigé par Alcides Pissinatti.
Déforestation massive de la Mata Atlântica et chasse. Sa coloration voyante (jaune brillant) facilite le travail des chasseurs.
En danger critique d’extinction.
En 2002, 7 parcs zoologiques européens membres de la CEPA ont apporté un soutien financier à une opération de recensement des capucins qui a vu la mise en place de pièges photographiques qui ont permis d'obtenir les premières images de capucins sauvages.